# 元町商店街 (徳島市)

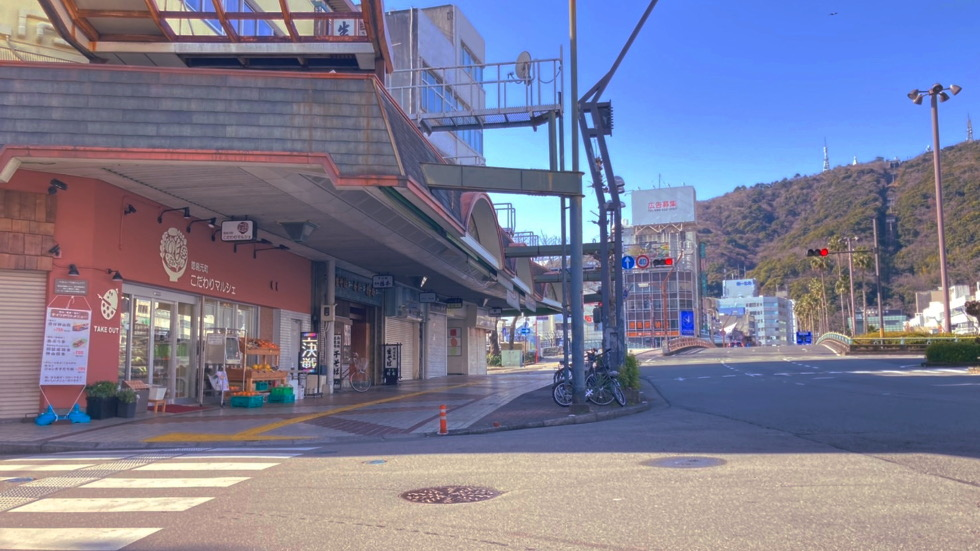
元町商店街

元町商店街（もとまちしょうてんがい）は、徳島県徳島市元町のJR徳島駅前にある商店街。

## 概要
JR徳島駅前から徳島市のシンボル・眉山に向かって並ぶ商店街。商店街周辺には徳島名店街やアミコ専門店街等の大型商業施設がある。

## 主な店舗
2024年1月現在の店舗一覧。
- 眼鏡市場徳島元町店
- カフェキャッチ（キャッチギャラリー）
- 山内スポーツ
- 寿屋
- 徳島元町こだわりマルシェ
- 橋本そば本家
- ジュエリーメイ
- 国語科やまお学館
- 古着屋 TRAVERSE
- ドラゴン マジック
- 徳島名店街（サンルート）
- タリーズコーヒー徳島駅前店
- ファミリーマート徳島駅前店
- シティ・ハウジング 徳島駅前店
- おみやげ徳島あいぐら 名店街店
- 岡田糖源郷

## 徳島市元町商店街振興組合
所在地
- 〒770-0834 徳島県徳島市元町2丁目6番地